# Hát Bả trạo
Hát Bả trạo (hay còn gọi là Chèo Bả trạo, Chèo đưa linh, Hò đưa linh, Hò hầu linh) là một loại hình nghệ thuật diễn xướng dân gian mang đậm tính nghi lễ của cư dân vùng biển Trung bộ mà cụ thể là từ Bình Trị Thiên(Quảng Bình, Quảng Trị, Thừa Thiên Huế) cho đến Bình Thuận. Nội dung và ý nghĩa của hò bả trạo là cầu quốc thái dân an, mưa thuận gió hòa, cầu trời yên biển lặng, ngư dân được mùa thu hoạch, thể hiện bản sắc văn hóa đặc thù miền biển, sự đồng tâm đồng lòng tương thân tương ái của ngư dân miền biển, thể hiện phương ngữ,thổ ngữ đặc trưng vùng miền. Bên cạnh đó thể hiện sự tôn kính, lòng biết ơn của cộng đồng ngư dân miền biển đối với cá Ông đã giúp đỡ ngư dân vượt qua sóng gió, những tai ương trên biển. Đồng thời cũng mang ý nghĩa nhân văn sâu sắc đó là hò và chèo (động tác cầm mái chèo khác với nghệ thuật hát Chèo miền Bắc) để đưa những linh hồn, oan hồn vong mạng bất đắc kỳ tử do tai nạn,chiến tranh loạn lạc, vị quốc vong thân....... về nơi vãng sanh cực lạc.)' 
Hát Bả trạo là Nghệ thuật trình diễn dân gian được Nhà nước Cộng Hòa Xã Hội Chủ Nghĩa Việt Nam công nhận là Di sản văn hóa phi vật thể cấp quốc gia, được công nhận chính thức vào ngày 09/09/2013.
Các vị cao niên ở các làng biển miền Trung giải thích bả nghĩa là nắm chắc, trạo nghĩa là mái chèo. Nắm chắc mái chèo giữa biển khơi là tâm nguyện của cư dân miền biển.
Một đội hát bả trạo có từ 12 - 18 con trạo chia làm hai bên, ở giữa đội hình là 3 người quan trọng: tổng mũi (tổng tiền) là người hát chính với cặp sanh (sinh) trên tay, mặc trang phục gần giống với diễn viên hát tuồng; tổng khoang (hay tổng thương, tổng khậu) là người lo việc hậu cần trên thuyền khi ra biển, có trang phục sặc sỡ, tay cầm cần câu và gàu tát nước, thường hát những câu hài hước, dí dỏm khi con trạo nghỉ ngơi; tổng lái đứng hàng giữa cuối cùng, tay cầm dầm chèo như các con trạo. Đội hát bả trạo vừa hát hò, vừa làm các động tác như chèo thuyền, tát nước nên gọi là diễn xướng.
Hát múa bả trạo được thể hiện ở huyện Núi Thành vừa mang tính nghi lễ thờ cúng vừa mang tính nghệ thuật trình diễn. Hiện nay, ở mỗi xã ven biển của huyện Núi Thành đều thành lập được các đội hát múa bả trạo để phục vụ lễ hội.
Nhạc cụ của hát bả trạo có đàn cò, trống, kèn và sênh.